# Evžen Erban (motocyklový závodník)
Evžen Erban (* 27. července 1945) je bývalý československý motocyklový závodník, reprezentant a trenér v ploché dráze. Kariéru ukončil po havárii při plochodrážní lize v roce 1979 a následném ochrnutí. Po skončení aktivní kariéry byl trenérem a je dlouholetým ředitelem závodu Zlatá přilba. Jeho strýcem byl plochodrážní závodník Miloslav Špinka. Bratranec Milan Špinka při svém vítězství ve Zlaté přilbě 1973 jel finálovou jízdu na motocyklu vypůjčeném od Evžena Erbana.

## Závodní kariéra
V Mistrovství Československa na dlouhé ploché dráze skončil v roce 1979 na 4. místě. V Mistrovství Československa jednotlivců skončil nejlépe v roce 1975 na 5. místě. Byl vícenásobným účastníkem kvalifikačních závodů mistrovství světa jednotlivců, nejlépe skončil v roce 1976 na 14. místě v kontinentálním polofinále. Závodil za Zlatou přilbu Pardubice.

## Trenérská kariéra
Působil ve Finsku, Itálii u reprezentace Československa a v mládežnickém klubu Racek Pardubice.